# Садово-Ботанічний провулок
Садово-Ботанічний прову́лок — провулок у Печерському районі міста Києва, місцевості Звіринець, Бусове поле. Пролягає від Садово-Ботанічної вулиці до Новоселицької вулиці. 
До Садово-Ботанічного провулку прилучаються вулиці Бусовогірська, Буслівська та Володимира Короткевича.

## Історія
Провулок виник у середині XX століття. У 1955 році отримав назву Тимірязєвський на честь російського вченого, природодослідника К. А. Тимірязєва. 2022 року перейменовано на Садово-Ботанічний.